# Glacier de la Charpoua
Le glacier de la Charpoua se situe dans le département français de la Haute-Savoie, dans le massif du Mont-Blanc, au sud des Drus. Un refuge porte le même nom juste au sud du glacier.
Le 9 septembre 2018, une avalanche s'y produit, portant la presse à s'interroger sur un éventuel lien avec le changement climatique.

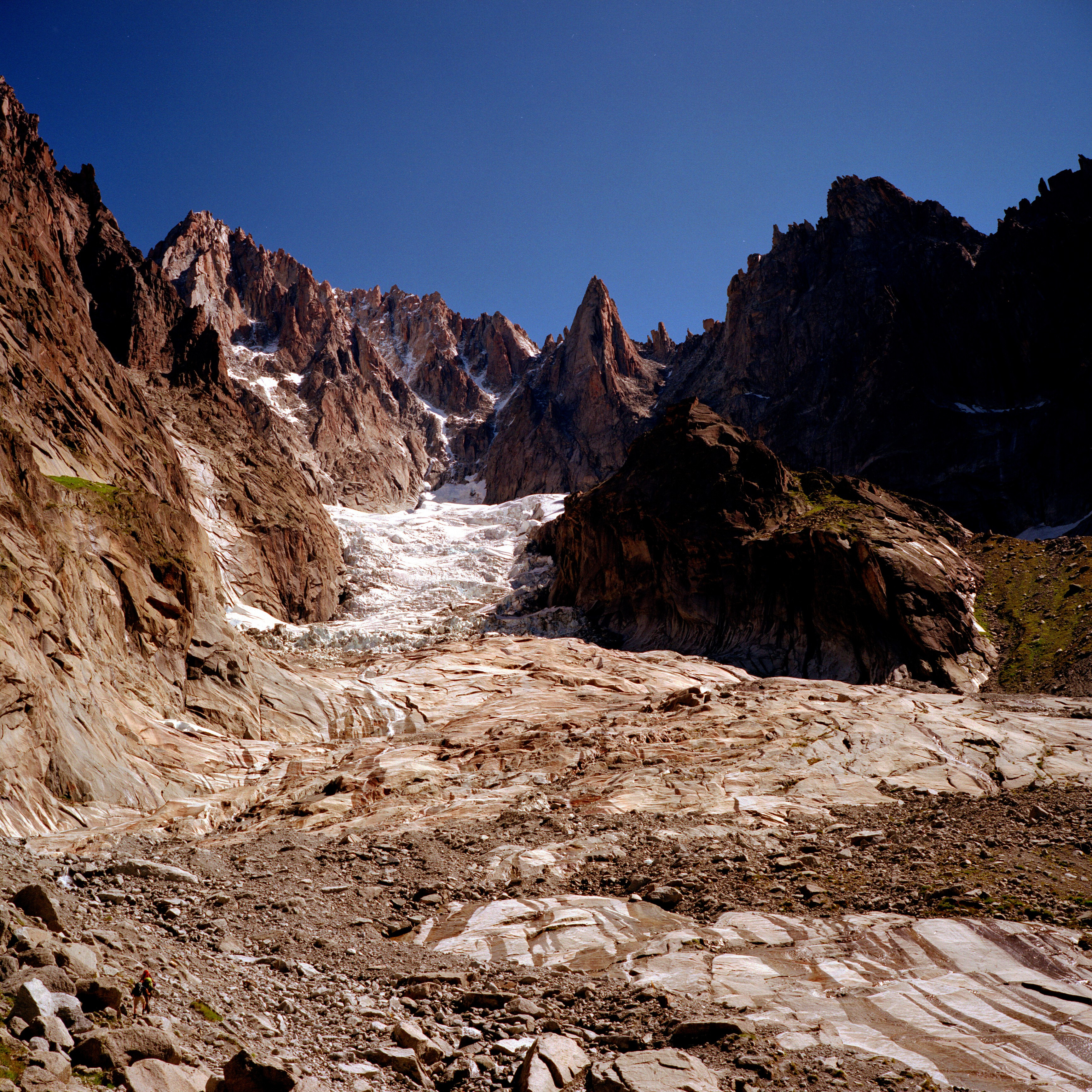
Le glacier de la Charpoua vu depuis le sentier venant du Montenvers via la Mer de Glace.